# Amastris conspicua
Amastris conspicua är en insektsart som beskrevs av Broomfield 1976. Amastris conspicua ingår i släktet Amastris och familjen hornstritar. Inga underarter finns listade i Catalogue of Life.